# Killanne
Killanne (en irlandés: Cill Anna) es un asentamiento rural de Irlanda situado aproximadamente a 20 km al oeste de Enniscorthy, Condado de Wexford. 

## Naturales de Killanne
- Kate Webster (1849-1879), quien fue ahorcada por el asesinato de Julia Martha Thomas.
- John Kelly (fallecido en 1798), líder de la Sociedad de los Irlandeses Unidos.

- Datos: Q4220523